# هینتر گراوسپیتز
هینتر گراوسپیتز (به لاتین: Hinter Grauspitz) یک کوه در سوئیس است که در کانتون گراوبوندن واقع شده‌است. هینتر گراوسپیتز ۲٬۵۷۴ متر بالاتر از سطح دریا واقع شده‌است.